# Södra Ptisji
Södra Ptisji (georgiska: სამხრეთის პტიში, Samchretis Ptisji) är ett vattendrag i Georgien. Det ligger i den autonoma republiken Abchazien, i den nordvästra delen av landet.